# Chavalas
Pour plus de détails, voir Fiche technique et Distribution.
Chavalas est un film espagnol réalisé par Carol Rodríguez Colás, sorti en 2021.

## Synopsis
Quatre jeunes femmes amies depuis l'adolescence se retrouvent.

## Fiche technique
- Titre : Chavalas
- Réalisation : Carol Rodríguez Colás
- Scénario : Marina Rodríguez Colás
- Musique : Francesc Gener et Claudia Torrente
- Photographie : Juan Carlos Lausín
- Montage : Pablo Barce
- Production : Bin Fang et Miguel Torrente
- Société de production : Balance Media Entertainment, Brosh, Chavalas la Película, Radio Televisión Española et Televisió de Catalunya
- Pays :  Espagne
- Genre : Comédie
- Durée : 91 minutes
- Dates de sortie : 
  -  Espagne : 3 septembre 2021
  -  France : 2021

## Distribution
- Vicky Luengo : Marta
- Carolina Yuste : Desi
- Elisabet Casanovas : Bea
- Ángela Cervantes : Soraya
- José Mota : Ramón
- Ana Fernández : Lili
- Cristina Plazas : Maricarmen
- Mario Zorrilla : Juan
- Andreas Muñoz : Adrian
- Frank Feys : Ray
- Louise Good : Katy
- Carlos Serrano-Clark : Guille
- Biel Duran : Joan
- Lluís Marquès : Pablo
- Maite Buenafuente : Rosalía
- Maria Donoso : Trini
- María González : Vane

## Distinctions
Le film a été nommé pour deux prix Goya.